# NOE-Schaltechnik
NOE-Schaltechnik произвежда и предлага кофражи за бетон и кофражна техника. По цял свят NOE е представена с дванадесет собствени дъщерни дружества, както и с десет технически бюра и е активна в над 40 страни. С приблизително 250 сътрудници NOE достига през 2008 г. оборот от приблизително 66 млн. €.

## Стопанска структура
NOE-Schaltechnik Georg Meyer-Keller GmbH + Co. KG е средно голямо семейно предприятие, основано през 1957 г. Централата на фирмата е в 73079 Зюсен, близо до окръжен център Гьопинген.

## Първи патентован рамков кофраж
След Втората световна война вместо обичаен кофражен материал от дървени греди и дъски често се използват предварително заготвени дървени кофражни табли, за пестене на ресурси, респективно на пари и време.
С разработения в началото на 50-те стоманен кофраж Universal , се съкращава времето за кофриране наполовина и при това се постига забележимо по-висока използваемост на кофражния материал (брой употреби).
Патентованият през 1952 г. стоманен кофраж Universal, състоящ се от ламаринени панели с рамка от плоска стомана, връзки на платната посредством щифт и клин, както и стоманени дистанционери се счита поради това за първи рамков кофраж от модерен тип – като прототип на всички налични на пазара рамкови кофражи. 
Притягането става с помощта на разпробити дистанционери от плоска стомана, между платната. Около дистанционерите се поставят калъфи от пресован картон, за да могат да се изтеглят от бетона. Бързо се изяснява, че чрез по-големи платна с по-малко връзки и притягане се намаляват кофражните времена и могат да се намаляват разходите. 

## NOE-Schaltechnik
Първоначално стоманеният кофраж Universal се разпространява за собствена сметка. На база на бързо растящото търсене щутгартският търговец на строителни инструменти Jakob-NOE-Nachfolger поема разпространението на стоманения кофраж Universal. През 1957 г. Georg Meyer-Keller основава свое собствено инженерно бюро за проектиране, производство и пласмент на кофражи за бетон – NOE-Schaltechnik Georg Meyer-Keller KG, Süssen. Правата върху името NOE придобива Georg Meyer-Keller, понеже междувременно най-общо не се говори за стоманен кофраж Universal, a само за кофраж NOE. Стоманеният кофраж NOE Universal се използва тогава преобладаващо в инженерното и пътно строителство за подпорни стени, като едроплощен подвижен кофраж за шлюзове, или в жилищното и индустриално строителство като едроплощен кофраж за стени.
На основание по-високите натоварвания от бетон и съответната необходимост от по-здрави кофражи за бетон, се усилват ламарините при стоманения кофраж NOE Universal от 1,75 mm на 2 mm, подобряват се дистанционерите, а дебелината на профилите на кофражните шини се увеличава на 5 mm.
През 1962 г. NOE взема участие в строителството на една 17-етажна висока сграда на Hubert Burda Media в Offenburg, където се прилага приблизително 700 m² стоманен кофраж NOE Universal, като катерещ кофраж.
За големи серии в жилищното строителство, както и за индустриалното и инженерното строителство се разработва тежък стоманен кофраж NOE Massiv, който позволява бетонов натиск до 5 t/m², с което стават възможни по-бързи начини на строителство. Нормираните кофражни платна се пренасят с кран и свързват помежду си. През 1987 г. с кофража за стени Top 2000 NOE пуска на пазара един рамков кофраж за поемане на бетонов натиск от 80 kN/m². С най-големия кофражен елемент се кофрират 14 m² наведнъж. Стоманата става за „коване“ посредством вградени в стоманената скара дървени ядра. Стоманената обшивка се сменя лесно, шперплатът може да се завинтва отзад, дъски, или плоскости се коват от лицевата страна.
През 2003 г. предприятието пуска на пазара нов рамков кофраж – NOEtop. С вградени пояси, с непрекъснат растер по височина и широчина и подредена картина на фугите и на местата за притягане кофражът свързва в едно предимствата на рамков кофраж, с тези на кофраж тип „скара“. Освен това се кофрира бързо с най-голямото платно на пазара от 14,05 m² (2,65 x 5,30 m).

## НОЕ-Шалтехник в България
Изключително ползотворното сътрудничество на НОЕ–Шалтехник с български партньори започва през 1966 г. и продължава възходящо, както на територията на България и Германия, така и в трети страни.
Началото е пример за отварянето на България на Запад (през „Желязната завеса“). Сенатор Георг Майер-Келер, собственик на групата Келербау/НОЕ-Шалтехник посещава Министерството на строежите през 1966 г. и стартира делови взаимоотношения с България.
През 1970 г. „Техноекспортстрой“ открива свой клон в Гьопинген, ФРГ. Дейността включва цялостно калкулиране и изпълнение на обекти във ФРГ, съвместно с групата Келербау/НОЕ-Шалтехник.
Българските строители усвояват успешно работата със системни едроплощни кофражи „НОЕ“ за строителство до ключ във ФРГ. Усвояват се системи тип „Универсал“, „Комби 10,20,70“, „Масив“.
Започва експериментално жилищно строителство с едроплощни кофражи в България – първо в Стара Загора и София. Пионери на масовото строителство в България с едроплощни кофражи НОЕ са Софстрой, ГУСВ и др.
Закупуването на лицензи от НОЕ и внедряването им в ЗЕК Пловдив довежда до масово прилагане на едроплощни кофражи в България през 80-те години. Произвеждат се системи тип „Универсал“, „Комби 10,20,70“, а по-късно „H-Рамки“, „Масив“, „Тунел кофраж“ и „Лек стоманен кофраж с падащи глави“.
След 1998 г. НОЕ подновява оперативната си дейност в България под различни форми. На българския пазар фирмата предлага нови системни рамкови кофражи от тежък „NOEtop2000“ и лек „NOElight“, „NOEaluL“ тип, приложими за жилищни, индустриални и инженерни конструкции.
До 2008 г. навлиза новия тежък рамков кофраж „NOEtop“ и системи за ранно декофриране – „NOEfordeck“, „NOEdeck“, както и такива за кръгли съоръжения – „NOER400, NOER250“ и др.
Специфична област на приложение заемат матриците за релефен и видим бетон за многократно прилагане (до 100 употреби) – „NOEplast“, с които се формуват релефни повърхности на подпорни стени, огради, фасади, подлези, надлези и др.
От 2008 г. НОЕ присъства в България със своята дъщерна фирма, „НОЕ Шалтехник България ЕООД“. От 2018 г. представител на НОЕ в България е „Шалтехник ЕООД“.

## Награди
- iF Product Design Adward 1999 für das NOE Topschloss[3]
- iF Product Design Adward 2007 für das NOE Alulock[4][5]
- Focus Sicherheit in Silber vom DesignCenter Stuttgart für das NOE Alulock[6]

## Галерия
- Humboldthafenbrücke, Berlin Hauptbahnhof, ausgezeichnet mit Deutschen Brückenbaupreis 2008
- Gmünder Einhorn-Tunnel, Schwäbisch Gmünd, Zusammentreffen der Tunnelschalwagen für Nothaltebucht und Abluftzentrale
- Gmünder Einhorn-Tunnel, Schwäbisch Gmünd, die Tunnelgewölbe für Nothaltebucht und Abluftzentrale